# Mongolpiparen
Mongolpiparen: En berättelse om kärlek, magi och fåglar, video- och DVD-titel Nåt i kikaren, är en svensk romantisk komedi från 2004 i regi av Alexander Moberg efter manus av Hans Iveberg och med bland annat Linus Wahlgren i en av huvudrollerna.
Filmen sågades genomgående av kritiker och anses av vissa vara en av Sveriges sämsta filmer.

## Handling
Det nyförälskade paret Anders och Lotta beger sig till Gotland för att njuta av varandras sällskap och spana på sällsynta fåglar. Deras rofyllda resa störs dock när deras respektive plötsligt dyker upp och kräver en förklaring till deras vänsterprassel.

## Rollista
- Anna-Lena Strindlund – Lotta
- Linus Wahlgren – Anders
- Per Graffman – Kurt
- Vanna Rosenberg – Sofia
- Måns Nathanaelson – Ingvar, Anders vän
- Sofia Bach – Britta, Sofias vän
- Stephan Karlsén – Ulf, Lottas pappa
- Pia Green – Inga, Lottas mamma
- Thomas Jankert – ornitolog
- Re – Mr. Courbinier, voodoomästare
- Frida Gollnik – häxa
- Magdalena Gustavsson – häxa
- Sabinije von Graffke – häxa
- Eva Welinder – häxa[4]

## Produktion
Filmen fick drygt fyra miljoner kronor i förhandsstöd av Svenska filminstitutet och spelades in i Kustateljén i Fårösund på Gotland och i Stockholm med inspelningsstart 14 april 2003. Filmen blev den första att spelas in i Kustateljén även om Jönssonligan på kollo som också spelades in där hade premiär först.

## Mottagande
Filmen floppade på bio och sågs av blott 454 biobesökare under premiärhelgen och runt 1000 biobesökare totalt och tjänade totalt in 73 963 kronor av budgeten på över 4 miljoner kronor.
Filmen mottogs med genomgående negativa recensioner och landade med ett snitt på 1,3 på kritiker.se. Erik Helmerson från TT Spektra som såg filmen på pressvisningen på Fårö beskrev en pinsam tystnad i salongen och tyckte synd om alla medverkande. Han kritiserade också speciellt manuset som beskrevs som "helt hopplöst, plattare än en överkörd fiskmås" och kallade filmen för en kalkon. Aftonbladets recensent Jens Peterson kallade filmen plågsamt dålig med kommentaren att krukväxter har bättre dialog och kritiserade både manus och skådespelarnas kemi. Enligt Expressens recensent Jenny Rickardson är filmen sällsynt misslyckad och "Inte ens Wahlgrens charm hjälper mot det svaga manuset, den svårupptäckta regin och den hopplösa "Packat och klart"-estetiken." Svenska Dagbladets recensent Jeanette Gentele kände att en etta var för högt betyg för filmen, kritiserade personkemin mellan skådespelarna och skrev såhär "Filmen marknadsförs som en romantisk komedi, men är varken det ena eller det andra utan bara en utdragen pinsamhet i ett gotländskt kök. Allra mest synd är det om dessa annars duktiga skådespelare som gör bort sig i brist på allt som en film måste innehålla från idé till manus till personinstruktion för att kallas film." Mats Johnson på Göteborgs-Posten gav filmen noll av fem i betyg och beskrev filmen som en "illa skriven och illa agerad film utan ett uns av trovärdighet i karaktärsteckningen" och kritiserade i synnerhet Linus Wahlgrens skådespelarinsats. Susanne Sigroth-Lambe på Eskilstuna-Kuriren beskrev filmen som "trist liten berättelse [...] som inte någonsin lyfter" och kritiserade i synnerhet manuset och humorn.
Andreas Hallgren på Russin.nu skriver såhär "Det är sällan en långfilm bjuder på en så genomgående illa skriven dialog. Det finns inte en enda replik i filmen som känns naturlig. Däremot är filmen ytterst konsekvent eftersom både skådespeleri och regi är minst lika stapplande som manuset, så en röd tråd av uselt hantverk löper förtjänstfullt genom hela filmen. "Mongolpiparen" står och stampar på samma lilla fläck hela tiden utan att ens sträva framåt åt något som kan kallas för dramatik." men tyckte ändå det fanns i ett omedvetet underhållningsvärde i filmen. Roger Wilson på Nöjesguiden gick hårt åt filmen och beklagade sig över att det inte fanns något betyg under noll och avslutade sin recension med "Mellan de hopplösa och inte särskilt lustiga replikskiftena kan man ana sig till att filmen är tänkt att spelas i någon sorts skruvad farsstil (ungefär Loffe på amfetamin), medan alla skådespelarna envisas med att framföra sina repliker som om de utspelades i en tvåloperatragedi. Jag tänker inte ens gå in på Vanna Rosenbergs Voodoo-sessioner, låt oss bara säga att det enda som tar sig någotsånär helskinnat ut ur det här är Måns Nathanaelssons skäggväxt."
Filmen korades av flera till en av de sämsta filmerna från år 2004.
Linus Wahlgren har i efterhand gått ut och sagt att han ångrat sin medverkan i filmen.

## Utgivning
Filmen hade svensk premiär den 19 mars 2004 och släpptes på DVD den 25 augusti 2004 då omdöpt till "Nåt i kikaren" vilket väckte viss uppståndelse och sågs av vissa som en sätt att lura konsumenterna.